# Primera División de Venezuela 2013/2014
Primera División de Venezuela 2013/2014 var den högsta divisionen i fotboll i Venezuela för säsongen 2013/2014 och bestod av två serier, Torneo Apertura och Torneo Clausura, som korade en segrare vardera. Det spelades en seriefinal i slutet av säsongen mellan vinnaren av Torneo Apertura och Torneo Clausura för att kora en venezuelansk mästare för säsongen. I Torneo Apertura vann Mineros de Guayana och i Torneo Clausura så vann Zamora I finalen besegrade Zamora Mineros de Guayana med totalt 4-3 över två matcher och blev således venezuelanska mästare. Utöver detta kvalificerade Primera División de Venezuela även lag till Copa Sudamericana 2014 samt Copa Libertadores 2015.
Inför säsongen bytte Real Esppor Club namn till Deportivo La Guaira.

## Tabeller
| Nr | Lag                   | S  | V  | O  | F  | GM | IM | MS  | P  |
| -- | --------------------- | -- | -- | -- | -- | -- | -- | --- | -- |
| 1  | Mineros de Guayana    | 17 | 11 | 5  | 1  | 28 | 15 | +13 | 38 |
| 2  | Caracas               | 17 | 10 | 5  | 2  | 30 | 15 | +15 | 35 |
| 3  | Zamora                | 17 | 9  | 6  | 2  | 22 | 11 | +11 | 33 |
| 4  | Deportivo Anzoátegui  | 17 | 10 | 3  | 4  | 27 | 21 | +6  | 33 |
| 5  | Carabobo              | 17 | 9  | 3  | 5  | 30 | 20 | +10 | 30 |
| 6  | Deportivo Táchira     | 17 | 8  | 5  | 4  | 31 | 18 | +13 | 29 |
| 7  | Atlético Venezuela    | 17 | 6  | 7  | 4  | 18 | 19 | −1  | 25 |
| 8  | Estudiantes de Mérida | 17 | 5  | 7  | 5  | 21 | 28 | −7  | 22 |
| 9  | Trujillanos           | 17 | 3  | 12 | 2  | 24 | 19 | +5  | 21 |
| 10 | Aragua                | 17 | 5  | 5  | 7  | 26 | 25 | +1  | 20 |
| 11 | Llaneros de Guanare   | 17 | 5  | 4  | 8  | 21 | 25 | −4  | 19 |
| 12 | Zulia                 | 17 | 4  | 7  | 6  | 18 | 22 | −4  | 19 |
| 13 | Deportivo Petare      | 17 | 3  | 9  | 5  | 14 | 19 | −5  | 18 |
| 14 | Tucanes de Amazonas   | 17 | 4  | 5  | 8  | 23 | 28 | −5  | 17 |
| 15 | Atlético El Vigía     | 17 | 4  | 3  | 10 | 23 | 35 | −12 | 15 |
| 16 | Deportivo Lara        | 17 | 4  | 3  | 10 | 13 | 23 | −10 | 15 |
| 17 | Deportivo La Guaira   | 17 | 2  | 8  | 7  | 12 | 20 | −8  | 14 |
| 18 | Yaracuyanos           | 17 | 1  | 3  | 13 | 15 | 33 | −18 | 6  |

| Nr | Lag                   | S  | V  | O | F  | GM | IM | MS  | P  |
| -- | --------------------- | -- | -- | - | -- | -- | -- | --- | -- |
| 1  | Zamora                | 17 | 12 | 3 | 2  | 45 | 20 | +25 | 39 |
| 2  | Mineros de Guayana    | 17 | 11 | 4 | 2  | 28 | 12 | +16 | 37 |
| 3  | Deportivo Táchira     | 17 | 11 | 4 | 2  | 32 | 20 | +12 | 37 |
| 4  | Trujillanos           | 17 | 10 | 3 | 4  | 29 | 15 | +14 | 33 |
| 5  | Tucanes de Amazonas   | 17 | 9  | 6 | 2  | 23 | 14 | +9  | 33 |
| 6  | Deportivo Anzoátegui  | 17 | 7  | 6 | 4  | 25 | 17 | +8  | 27 |
| 7  | Caracas               | 17 | 6  | 9 | 2  | 25 | 18 | +7  | 27 |
| 8  | Deportivo Lara        | 17 | 5  | 9 | 3  | 25 | 17 | +8  | 24 |
| 9  | Aragua                | 17 | 6  | 5 | 6  | 13 | 14 | −1  | 23 |
| 10 | Deportivo La Guaira   | 17 | 6  | 5 | 6  | 15 | 18 | −3  | 23 |
| 11 | Atlético Venezuela    | 17 | 5  | 7 | 5  | 14 | 20 | −6  | 22 |
| 12 | Carabobo              | 17 | 5  | 4 | 8  | 17 | 22 | −5  | 19 |
| 13 | Deportivo Petare      | 17 | 4  | 5 | 8  | 14 | 20 | −6  | 17 |
| 14 | Zulia                 | 17 | 4  | 3 | 10 | 22 | 31 | −9  | 15 |
| 15 | Llaneros de Guanare   | 17 | 3  | 3 | 11 | 16 | 31 | −15 | 12 |
| 16 | Yaracuyanos           | 17 | 2  | 4 | 11 | 14 | 30 | −16 | 10 |
| 17 | Estudiantes de Mérida | 17 | 1  | 6 | 10 | 16 | 32 | −16 | 9  |
| 18 | Atlético El Vigía     | 17 | 3  | 0 | 14 | 14 | 36 | −22 | 9  |

## Säsongsfinal
|                 | 18 maj 2014     | Zamora | 4 – 1   | Mineros de Guayana | Estadio Agustín Tovar, Barinas |  |
| 18:00 UTC–04:30 | 18:00 UTC–04:30 |        | (2 – 1) |                    |                                |  |
| 18:00 UTC–04:30 | 18:00 UTC–04:30 |        |         |                    |                                |  |
| 18:00 UTC–04:30 | 18:00 UTC–04:30 |        |         |                    |                                |  |

|                 | 25 maj 2014     | Mineros de Guayana | 2 – 0   | Zamora | Estadio Cachamay, Puerto Ordaz |  |
| 16:00 UTC–04:30 | 16:00 UTC–04:30 |                    | (1 – 0) |        |                                |  |
| 16:00 UTC–04:30 | 16:00 UTC–04:30 |                    |         |        |                                |  |
| 16:00 UTC–04:30 | 16:00 UTC–04:30 |                    |         |        |                                |  |

Zamora venezuelanska mästare säsongen 2013/2014 efter 4–3 totalt.

## Sammanlagd tabell
| Nr | Lag                   | S  | V  | O  | F  | GM | IM | MS  | P  |
| -- | --------------------- | -- | -- | -- | -- | -- | -- | --- | -- |
| 1  | Mineros de GuayanaTA  | 34 | 22 | 9  | 3  | 56 | 27 | +29 | 75 |
| 2  | ZamoraTC              | 34 | 21 | 9  | 4  | 67 | 31 | +36 | 72 |
| 3  | Deportivo Táchira     | 34 | 19 | 9  | 6  | 63 | 38 | +25 | 66 |
| 4  | CaracasCV             | 34 | 16 | 14 | 4  | 55 | 33 | +22 | 62 |
| 5  | Deportivo Anzoátegui  | 34 | 17 | 9  | 8  | 52 | 38 | +14 | 60 |
| 6  | Trujillanos           | 34 | 13 | 15 | 6  | 53 | 34 | +19 | 54 |
| 7  | Tucanes de Amazonas   | 34 | 13 | 11 | 10 | 44 | 37 | +7  | 50 |
| 8  | Carabobo              | 34 | 14 | 7  | 13 | 47 | 42 | +5  | 49 |
| 9  | Atlético Venezuela    | 34 | 11 | 14 | 9  | 32 | 39 | −7  | 47 |
| 10 | Aragua                | 34 | 11 | 10 | 13 | 39 | 39 | 0   | 43 |
| 11 | Deportivo Lara        | 34 | 9  | 12 | 13 | 38 | 40 | −2  | 39 |
| 12 | Deportivo La Guaira   | 34 | 8  | 13 | 13 | 27 | 38 | −11 | 37 |
| 13 | Deportivo Petare      | 34 | 7  | 14 | 13 | 28 | 39 | −11 | 35 |
| 14 | Zulia                 | 34 | 8  | 10 | 16 | 34 | 52 | −18 | 34 |
| 15 | Llaneros de Guanare   | 34 | 8  | 7  | 19 | 37 | 56 | −19 | 31 |
| 16 | Estudiantes de Mérida | 34 | 6  | 13 | 15 | 37 | 60 | −23 | 31 |
| 17 | Atlético El Vigía     | 34 | 7  | 3  | 24 | 36 | 71 | −35 | 24 |
| 18 | Yaracuyanos           | 34 | 3  | 7  | 24 | 29 | 63 | −34 | 16 |

TA Kvalificerade till Copa Libertadores som mästare av Torneo Apertura.
TC Kvalificerade till Copa Libertadores som mästare av Torneo Clausura.
CV Kvalificerade till Copa Sudamericana som mästare av Copa Venezuela.

Färgkoder:
     – Kvalificerade för Copa Libertadores 2015.
     – Kvalificerade för Copa Sudamericana 2014.
     – Kvalificerade för kvalspel till Copa Sudamericana 2014.
     – Nedflyttade till näst högsta divisionen.

## Kvalificering för internationella turneringar
Primera División kvalificerar tre lag till Copa Sudamericana 2014 och tre lag till Copa Libertadores 2015. Till Copa Sudamericana 2014 kvalificerar sig det bästa valbara laget i den sammanlagda tabellen. För att vara valbar krävdes att laget inte vunnit Copa Venezuela 2013 (cupseger ger automatisk kvalifikation till Copa Sudamericana 2014) och att laget inte heller kvalificerat sig för Copa Libertadores. Utöver detta spelas ett Copa Sudamericana-playoff mellan de åtta främsta icke-kvalificerade lagen där två lag till slut tar sig till Copa Sudamericana. Till Copa Libertadores kvalificerar sig vinnaren av Apertura respektive Clausura samt det bästa icke-kvalificerade laget i den sammanlagda tabellen.
- Copa Sudamericana 2014
  - Vinnare av Copa Venezuela 2013: Caracas
  - Bästa valbara lag i den sammanlagda tabellen: Deportivo Anzoátegui
  - Vinnare av Copa Sudamericana-playoff: Deportivo La Guaira
  - Vinnare av Copa Sudamericana-playoff: Trujillanos
- Copa Libertadores 2015
  - Vinnare Torneo Apertura: Mineros de Guayana
  - Vinnare Torneo Clausura: Zamora
  - Bäst placerade icke-kvalificerade lag i den sammanlagda tabellen: Deportivo Táchira

## Playoff till Copa Sudamericana
Playoff-spelet spelas mellan de åtta främsta lag som inte redan kvalificerat sig för Copa Sudamericana eller Copa Libertadores. Det första angivna laget är hemmalag i den första matchen.

### Första omgången
1 Den andra matchen mellan Carabobo och Deportivo Lara slutade egentligen 1–1, men Carabobo tilldömdes seger med 3–0 då Deportivo Lara använt en icke-registrerad spelare i matchen.